# Criterios FINER
El criterio FINER, es un acrónimo que se utiliza para poder conocer e identificar las características de una pregunta de investigación. Cada una de sus letras representa una característica específica, Factible, Interesante para el investigador, Novedoso, ético y relevante. Su utilización brinda una herramienta segura para elaborar y exponer de forma correcta una pregunta de investigación la cual es la clave de cualquier estudio, ya que da el valor que tiene esa investigación en el marco del conocimiento actual y condiciona el diseño de cualquier estudio.

## Importancia de los criterios
Los criterios FINER suponen una buena estrategia para valorar la pregunta de investigación, estos buscan la factibilidad y relevancia del proyecto en comparación a otros criterios como la estrategia PICOT que permite focalizar y precisar el problema.
Su importancia radica en que es uno de los primeros pasos sugeridos a un investigador antes de abordar el inicio de un proyecto científico. Su utilización es mayoritaria en temas dirigidos al ámbito de la salud, no obstante, se pueden adaptar con facilidad a otros ámbitos sin realizar mayores cambios en su estructura.

## Acrónimo FINER

### FACTIBLE
Para que una pregunta de investigación sea factible se debe tener la seguridad de contar con los recursos necesarios para la realización del protocolo, es decir, que en el lugar donde se realizará la investigación exista el número suficiente de sujetos de estudio con la problemática a estudiar, y que se tenga la pericia necesaria en caso de realizar una investigación que requiera intervenciones (quirúrgicas o clínicas).  Se debe contar también con el tiempo necesario para su realización; por ejemplo, es poco factible realizar un estudio de cohorte con un seguimiento de la población a diez años si no se cuenta con el tiempo suficiente junto a la población que se está estudiando. El recurso económico puede resultar crucial en una investigación pues si se plantea realizar una investigación que compare dos nuevos métodos de diagnóstico, se debe contar con el presupuesto necesario para la compra y realización de cada uno de estos métodos y por supuesto no será posible iniciar la investigación hasta obtener los recursos financieros.
Por lo tanto es mejor conocer de antemano los límites y los problemas al estudiar un determinado problema, debemos conocer los recursos humanos, económicos o materiales de que disponemos y si estos son suficientes para contestar nuestra pregunta de investigación antes de invertir mucho tiempo y esfuerzo en la realización del estudio.

#### Estrategia para que un proyecto sea factible
- Realizar un estudio piloto para comprobar la factibilidad
- Considerar modificar los criterios de inclusión
- Trabajar con colaboradores
- Adquirir habilidades
- Consultar a otros expertos
- Emplear diseños de estudio menos costosos (p. ej.: estudio transversal)
- Escoger variables resultado u "outcomes" sencillos

### INTERESANTE
Esto se refiere al interés de un investigador por contestar la pregunta de investigación. El proceso de investigación es largo y plagado de obstáculos; para superarlos, se debe estar realmente motivado e interesado, ya que si no lo está o sólo es una imposición de un tutor, se vuelve un fracaso anunciado. Una sugerencia es que se investigue en el área médica en la que se plantea desarrollar profesionalmente, por ejemplo cirugía de cadera o columna y de esta manera continuar con una línea de investigación a lo largo de toda la carrera.

#### Estrategia para que un proyecto sea interesante para el investigador
Comprobar si:
- Es interesante para nosotros como investigador
- Interesa a los colaboradores de la investigación
- Interesa a los posibles financiadores de la investigación

### NOVEDOSO
Se debe reconocer que no se puede partir de cero en la investigación científica, que probablemente la duda que estamos planteando ya esté resuelta completa o parcialmente, además de que existe la posibilidad de una búsqueda inadecuada o incompleta en las bases de datos para encontrar la respuesta a la pregunta de investigación que se esté planteando.
Por lo anterior, es de suma importancia buscar en la literatura científica los artículos relacionados con el tema que sean de ayuda para lograr entender los antecedentes del estudio que se está realizando. Lo más recomendable es buscar investigaciones relacionadas con el tema planteado en bases de datos reconocidas como la de la Biblioteca Nacional de Medicina de los Estados Unidos (PubMed). En base a esto se concluye que la investigación debe ser novedosa al confirmar, refutar o ampliar hallazgos previamente publicados y debe seguir los criterios éticos de la comunidad científica.

#### Estrategia para que un proyecto sea novedoso
- Familiarizase con la literatura sobre el tema
- Tomar en cuenta la guía proporcionada por investigadores experimentados
- Tener un tutor

### ÉTICO
Este punto es de suma importancia; no se debe plantear preguntas que en el proceso de la investigación puedan dañar a las personas al querer contestarlas. Un caso histórico que marcó a la investigación científica médica es el de Tuskegee en el que se evaluó la historia natural de la sífilis en pacientes afroamericanos en Alabama, Estados Unidos, dejándolos a libre evolución sin ofrecer tratamiento médico aun cuando se tenía disponible el antibiótico curativo (penicilina). Metodológicamente hablando, se realizó un buen diseño de cohorte para observar la historia natural de la enfermedad, pero resulta evidente que no se debe privar a los pacientes del tratamiento adecuado tan solo por responder a una «curiosidad científica». Los dos puntos vitales que se debe cumplir en una investigación son: Tener autorización para su realización por el Comité de Bioética de la institución y utilizar el consentimiento informado para invitar a los pacientes a participar.
Para presentar un protocolo ante el Comité Local de Ética se debe asegurar de que cumple con las recomendaciones dictadas por el Reglamento de la Ley General de Salud en Materia de Investigación para la Salud. Con respecto al consentimiento informado se recomienda utilizar los formatos proporcionados en cada hospital, en caso de Ecuador existe una guía de gestión de aplicación del consentimiento informado dictada por el Ministerio de Salud. 

#### Estrategia para que un proyecto sea ético
- Familiarizarse con las principales guías de ética en investigación p. ej.: Declaración de Helsinki
- Obtener el visto bueno de un Comité de Ética de Investigación

### RELEVANTE
Una investigación resulta relevante si aporta algo al conocimiento científico, pero sobre todo si los resultados son de aplicación en la vida diaria, si puede ser utilizada para modificar políticas sanitarias, si presenta las bases para futuras investigaciones o si se utiliza como fundamento en la elaboración de guías de práctica clínica. Se debe aspirar a que el protocolo que derive de la pregunta de investigación sea relevante.

#### Estrategia para que un proyecto sea relevante
- Realizar una búsqueda y actualizar los conocimientos sobre el tema ¿Es el tema relevante para las políticas en salud actuales?
- Buscar información sobre las cargas de enfermedad nacionales y globales